# Reprezentacja Meksyku U-20 w piłce nożnej mężczyzn
Reprezentacja Meksyku U-20 w piłce nożnej – młodzieżowa reprezentacja Meksyku sterowana przez Meksykański Związek Piłki Nożnej. Jej największym sukcesem jest wicemistrzostwo świata juniorów w 1977 roku.

## Występy w MŚ U-20
- 1977: Wicemistrzostwo
- 1979: Runda grupowa
- 1981: Runda grupowa
- 1983: Runda grupowa
- 1985: Ćwierćfinał
- 1987: Nie zakwalifikowała się
- 1989: Nie zakwalifikowała się
- 1991: Ćwierćfinał
- 1993: Ćwierćfinał
- 1995: Nie zakwalifikowała się
- 1997: 1/8 finału
- 1999: Ćwierćfinał
- 2001: Nie zakwalifikowała się
- 2003: Runda grupowa
- 2005: Nie zakwalifikowała się
- 2007: Ćwierćfinał
- 2009: Nie zakwalifikowała się
- 2011: Trzecie miejsce
- 2013: 1/8 finału
- 2015: Faza grupowa
- 2017: Ćwierćfinał
- 2019: Faza grupowa

## Selekcjonerzy
- Jesús Ramírez (paź 2006 – mar 2008)
- Juan Carlos Chávez (lut 2009 – sie 2011)
- Sergio Almaguer (lut 2012 – gru 2015)
- Marco Antonio Ruiz (od sty 2016)